# هاري فويجت
هاري فويجت (بالألمانية: Harry Voigt)‏ هو منافس ألعاب قوى ألماني، ولد في 15 يونيو 1913 في برلين في ألمانيا، وتوفي في 29 أكتوبر 1986 في Barver ‏ في ألمانيا.

## وصلات خارجية
- هاري فويجت على موقع أوليمبيديا (الإنجليزية)